# 萝莉塔风尚

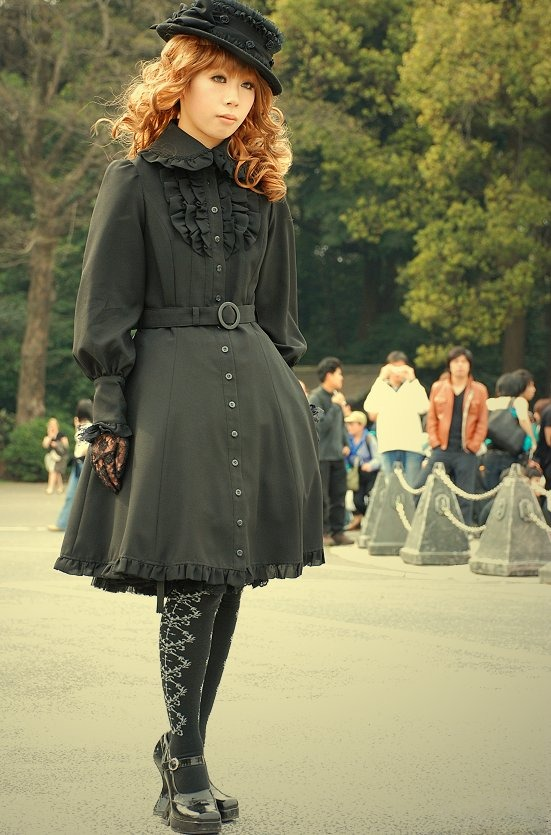
穿著蘿莉塔時尚的女性。

蘿莉塔時尚（日语：ロリータ・ファッション）是從1990年代開始在日本開始流行起來的時尚風格及次文化，可以形容為「成人的少女服裝」。
蘿莉塔時尚受到維多利亞時代服裝和洛可可時期風格的影響，服裝設計上常使用蕾絲、花邊、緞帶、蝴蝶結等元素。
蘿莉塔時尚中有三大子風格，分別是古典、甜美、歌德。亦有其他如水手、鄉村、公主/王子、龐克、中華風、和風等等設計。

## 概要
從2000年代開始，蘿莉塔時尚在東京及大阪等日本都市中快速的增長。華麗且少女的風格，加上標誌性的蓬起的裙擺，在街頭十分顯眼，而有著特別的存在感。
有一種觀點認為，蘿莉塔時尚本質是忠於自我。女性的時尚與美的標準，有很大部分受到男性評價的影響，但蘿莉塔並不介意大眾的想法及潮流，只要自己穿上自己喜歡的服裝，就是蘿莉塔。而隨著許多蘿莉塔品牌興起，在各品牌在彰顯個性的同時，也逐漸確立為一種風格。
蘿莉塔時尚最明顯的特徵是蓬起的裙子，透過穿著裙撐（克里諾林裙襯）或舊式襯裙使裙子形成A字形或鐘型。搭配方面通常以襯衫配上連身裙（JSK，jumper skirt）或半身裙（SK，skirt），另外也有帶袖的連身裙（OP，one piece），通常裙長及膝。蘿莉塔搭配上也常見使用假髮與其他頭飾搭配，腿部是穿著長襪、褲襪等，搭配高跟鞋或平底鞋。
即使沒有蓬起的裙子，使用大量荷葉邊及蕾絲元素，設計類似近代歐洲少女穿著的連身裙也被視為蘿莉塔時尚。在《蘿莉塔衣裝道樂II》中，介紹了蘿莉塔時尚的起居服（包含內衣及睡衣），同時也有蘿莉塔時尚品牌推出休閒系列的衣飾。

## 名稱意味
「蘿莉塔」一詞來自弗拉基米爾·弗拉基米羅維奇·納博科夫發表的同名小說中登場，令到一位中年文人對其一見鍾情、神魂顛倒的12歲美少女多洛蕾絲·海茲名字中「多洛蕾絲」的一個簡稱（在作品中使用羅(Lo)或蘿莉塔(Lolita)等）。此外，同樣來自該作品，「對10到14歲的少女抱有特別感情的人」會被稱為蘿莉塔情結。這位稱為多洛蕾絲，擁有少女期特有的妖嬈魅力的魔性少女，最後導致中年文人亨伯特·亨伯特走向毀滅。納博科夫對蘿莉塔的定義極為細緻，除了低齡（10到14歲）外，如果言動和外貌不像小惡魔般充滿挑逗性的性感少女（原文為nymphet，源自寧芙(Nymph)一詞）的話就不算等。不過在日本的「蘿莉塔」這個詞，跟nymphet完全相反，是指「明明實際上已經是大人，但由於娃娃臉充滿未成熟魅力的女性」或「完全沒有情色感覺的少女」。
然而，蘿莉塔情結是對於「少女（甚至少年）」有關對性方面的執著及喜好，作為一種時尚的「蘿莉塔」，是以少女趣味為受眾的一個服裝系列，兩種「蘿莉塔」並沒有的明確的直接關連性。
嶽本野薔薇在說明蘿莉塔的時候，如果不將nymphet的定義﹐以及衍生出來且完全相反的日本獨特的解釋整理的話﹐會慢慢偏離論點並會引起混亂。因此，嶽本以日本對蘿莉塔的解釋作為蘿莉塔的基本。不過，《蘿莉塔衣裝道樂》中認為蘿莉塔是「表現出少女像小惡魔般美的風格」。而嶽本本人也說明了喜歡蘿莉塔纖細之美的傾向是源自其陰沉的性質，也說過蘿莉塔有「死」的氣味，顯然地蘿莉塔時尚本身也很難說是單純的純粹無垢（innocence）。此外，嶽本的著作《Patch Work》，書中以「蘿莉塔源流」來介紹的品牌「MILK」的總監大川HITOMI（大川ひとみ）的說法，MILK的設計形象是「因為是女孩子所以可愛，女孩子的形象就是就像輕盈天使般的感覺，也有像惡魔的地方」及「保留著小孩般感覺的美艷大人女性」，有著「披著天使皮的惡魔」的意識。
蘿莉塔時尚和蘿莉塔情結不同的地方﹐蘿莉塔情結對具誘惑性並為性對象的少女並不稱為「蘿莉塔」而有別的稱呼，蘿莉塔情結本身就是「喜歡故事內像蘿莉塔般美少女的人」。而蘿莉塔時尚並沒有區分「以少女為受眾的街頭時尚」或「喜歡以少女為受眾的街頭時尚的人」(或者現時沒有作分別的詞彙)，在這邊讓人感覺兩者有分別。另外，在小説中雖然描寫少女蘿莉塔奔放且不道德，但穿著的蘿莉塔時尚其沒有過分的暴露，而對禁慾的執著以及對性的忌避亦非常強烈﹐因而明顯地不同（不過，《蘿莉塔衣裝道樂》內109頁有關蘿莉塔品牌Victorian maiden的説明文中「不只是可愛，也讓人感覺倦怠的陰暗及知性的情色」，雖然還沒到達小説中蘿莉塔的程度，但或多或少含有這些要素的套裙及品牌存在）。另外，出現與納博科夫所定義的年齡限制（10到14歲）﹐但這不是針對愛好者，因是指「服装的形象」所以並不矛盾（不過，有很多蘿莉塔時尚的愛好者是中學生﹐也有是作為童裝品牌「Shirley Temple」等的延長，開始選擇蘿莉塔時尚）。
到現時為止，納博科夫的《蘿莉塔》已經電影化兩次了，第一次是在1962年的《一樹梨花壓海棠》，由史丹利·寇比力克執導（劇本是由納博科夫本人所寫）。但由於當時的檢查和尺度的關係，與原作有不少違和感。影片的時尚性很強，當年只有15歲的雪莉·溫特斯飾演主角蘿莉塔時穿的不是蘿莉塔，而是戴上代表媚俗的紅色心形太陽眼鏡，身上穿著充滿少女氣息的BuriBuri系時尚，與原作描寫的性感少女(nymphet)略有不同。另外﹐納博科夫對nymphet的解釋是10到14歲的部分少女，15歲應該不能算是nymphet。實際上電影中蘿莉塔踏入15歲，出現了開始疏遠亨伯特的場景。但是，電影中是描述12至的16歲的蘿莉塔，如果縱觀原著小說的話，以角色而言還算說得過去。另外，於1995年3月16日《日本經濟新聞》中報導當時日本流行的原色系蘿莉塔風格是與寇比力克的《一樹梨花壓海棠》共通的。而1995年當時在英國有個稱為Shampoo的2人偶像組合，形象近乎跟寇比力克的《一樹梨花壓海棠》 一樣，穿著少女般色彩鮮豔及媚俗的時尚。甜美的聲音卻唱著反社會的龐克搖滾，在當時備受注目，而活動形態也像在日本獨自解釋的蘿莉塔接近。不過根據HMV心齋橋店當時的說法，聲音甜美和風格的確是共通，但是在音樂上無法分類。
為了作出區別，在日本提及有關時尚的時候偶爾將語蘿莉塔的日語寫成。另外，在V系音樂的歌詞或者是喜歡椎名林檎使用舊字體歌詞的愛好者﹐為了在網絡上能表現出個性，因此在很多情況喜歡使用舊字體，連蘿莉塔的也使用歷史假名遣，寫成。在平安中期為止為相似的半母音(wi)及母音(i)相結合的音節，雖然與(wi)都是發音文字，但後來與行及行的混合，成為現代的(i)且發音為同音。因此、是與及同樣是從發音言詞，在現代日語文法中也是正確的）。
約2004年開始，比起蘿莉塔，在日本一般更常用「哥德蘿莉」一詞。雖然更有時將「哥德蘿莉」作為蘿莉塔時尚的總稱，但與實際正好相反，哥德蘿莉只是蘿莉塔時尚內其一個種類，亦有說法指出在蘿莉塔時尚中要含有「哥德」要素的才稱為「哥德蘿莉塔」（不過，有部分是哥德時尚的傍系，亦有不少愛好者主張哥德蘿莉塔是源自樂隊服裝）。因此﹐在蘿莉塔時尚穿著者之間的共識是「蘿莉塔時尚」包含了甜美蘿莉與哥德蘿莉並作為總稱。
另外﹐「蘿莉塔」並不只是單單代表服装，在喜歡蘿莉塔時尚的愛好者自我介紹時，就經常使用「我是蘿莉塔。（私、ロリータなんです。）」說明自己。也是愛好者用來表示自己身分的言詞。

## 衣著風格
蘿莉塔服裝風格經過歷年的演變，現今已發展出各式分支風格，能依照服裝給人的感覺（是以所表達的感覺、心情、外表和打扮來分類，而並不是單純用顏色或布料區分）加以分別，目前比較常見有三大類型，各為可愛類型、哥德類型、莊園類型。

### 甜系蘿莉塔

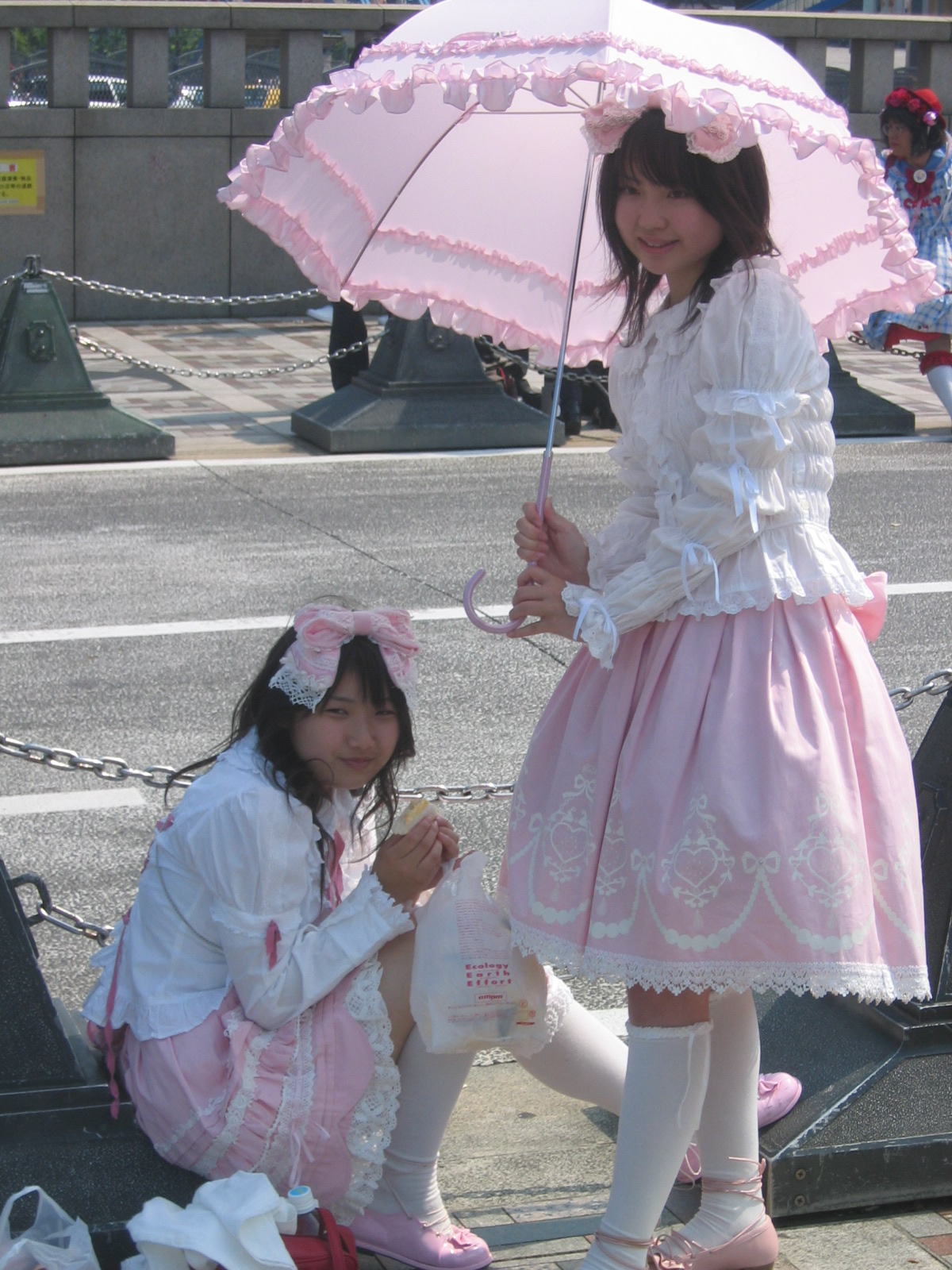
甜系蘿莉塔

甜系蘿莉塔（甘ロリ）通常包含非常高比例的蕾絲及褶邊，裙子及膝，使服裝的外觀看起來儘可能的“甜美”與“可愛”。其經常使用的顏色包括粉紅、浅蓝，也有米黄色、咖啡色與紅色。以黑色为主的黑色系若包含上述的颜色特徵，另稱「黑甜」。

### 古典蘿莉塔

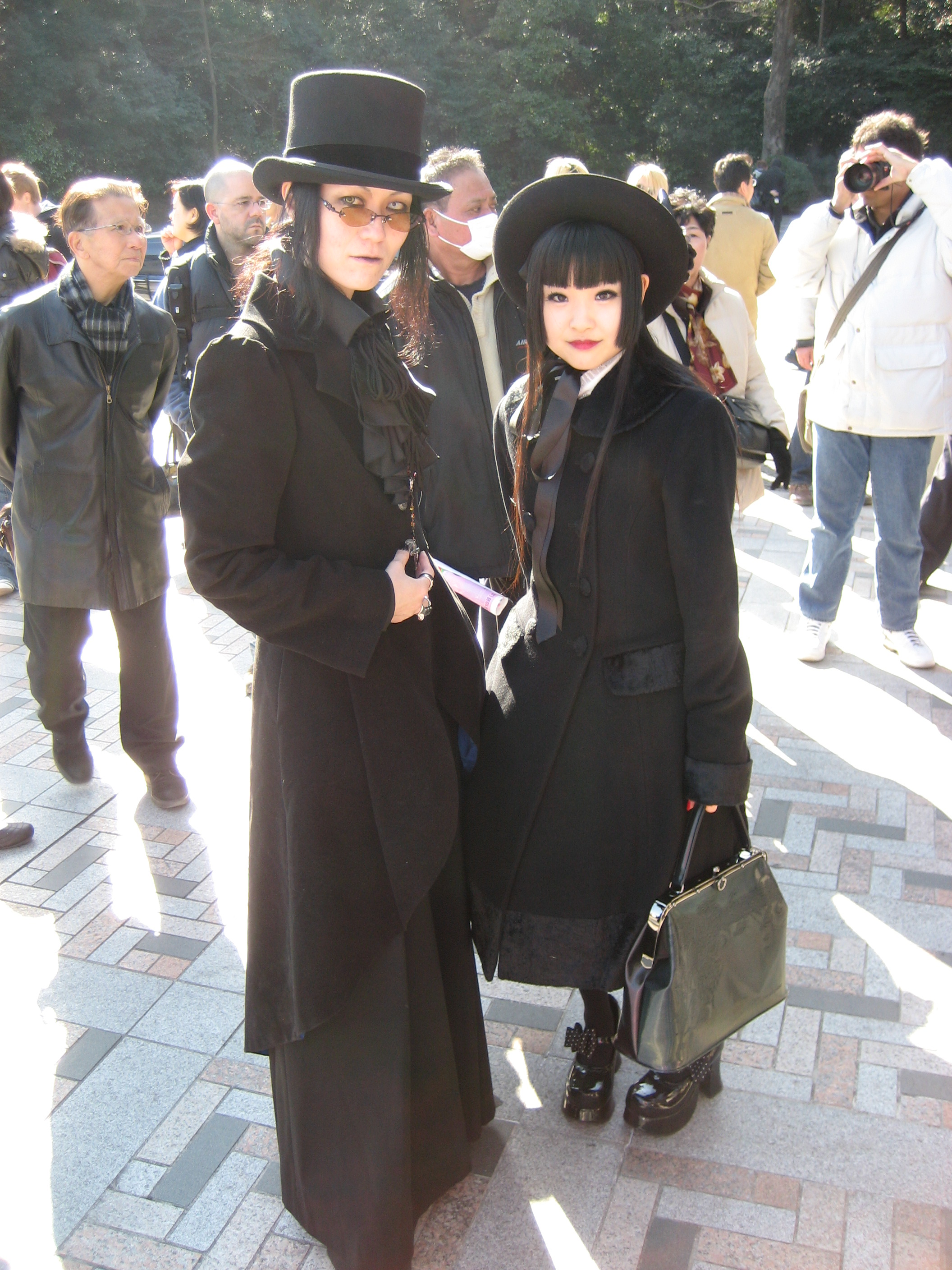
男性和女性的古典蘿莉塔例子。

古典蘿莉塔（英語：Classical Lolita）是蘿莉塔風格的一種次分類，它是由維多利亞風（Victorian fashion）、巴洛克風及洛可可風所獲得的靈感而來的。此一風格不同於甜美蘿莉塔所散發出的天真爛漫，而呈現出更為成熟的風采，它以花朵或花朵似的造型為主題，具有深沈且柔和的顏色，使用的顏色包括全白、生成、煙粉、酒紅、紺色、咖啡、黑色等。

### 哥德蘿莉塔
哥德蘿莉塔源自哥德風格在日本和蘿莉塔風格的結合。衣物通常是黑、白色，但也有可能包含黑色與暗藍色（於Moitié風格）或深紅色。暗綠色也會被使用。
EGL（英語：Elegant Gothic Lolita）是哥德蘿莉塔的次分類，更加強調貴族高雅的風格，並融入蒸氣龐克風格。這個詞源自Moi-même-Moitié品牌的文案。

### 龐克蘿莉塔

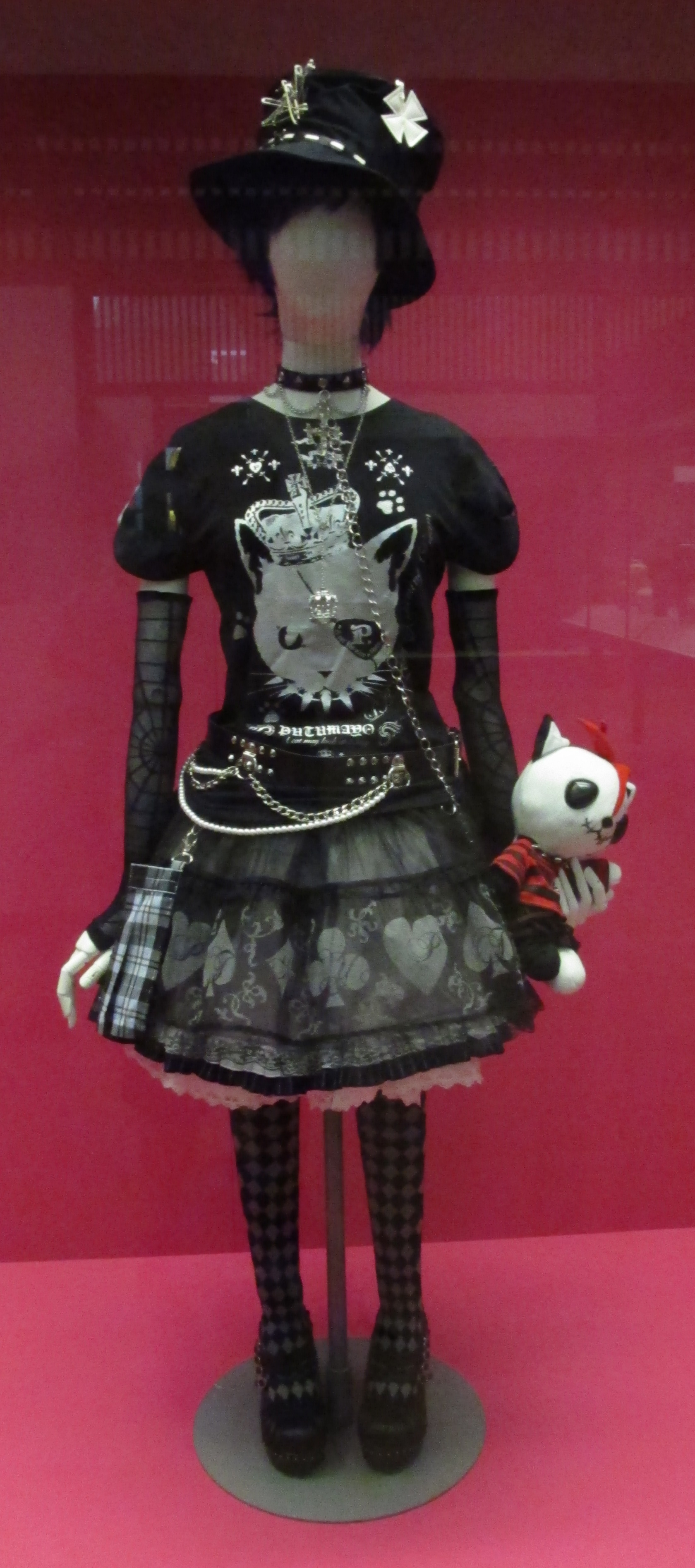
龐克蘿莉塔风格服装

龐克蘿莉塔（英語：Punk lolita）是結合了龐克文化基礎的蘿莉塔風格。主要是基於龐克衣著，例如破爛的布料、彩格布、鉚釘、安全扣和鏈子，screen-printed的布料和短髮也被应用其中。

### 公主蘿莉塔
公主蘿莉塔（英語：Princess/Hime Lolita）是一种优雅的蘿莉塔风格，通常为印有小王冠，皇冠等华丽装饰的礼服。主要靠「搭配完成风格」，而不是单纯指服装本身。穿着受洛可可风格较重的甜美洛丽塔礼服。通常会使用珍珠，玫瑰和蝴蝶结等作为装饰。

### 王子蘿莉塔（男子风格）
王子風（英語：Prince/Ouji Lolita），男性配對物的蘿莉塔風格。靈感來自其穿著維多利亞時尚。
男生特色（英語：Knickerbockers），男性短上衣和襯衣，長褲，和及膝襪。有時會重疊Dandy風格。

### 血腥蘿莉塔

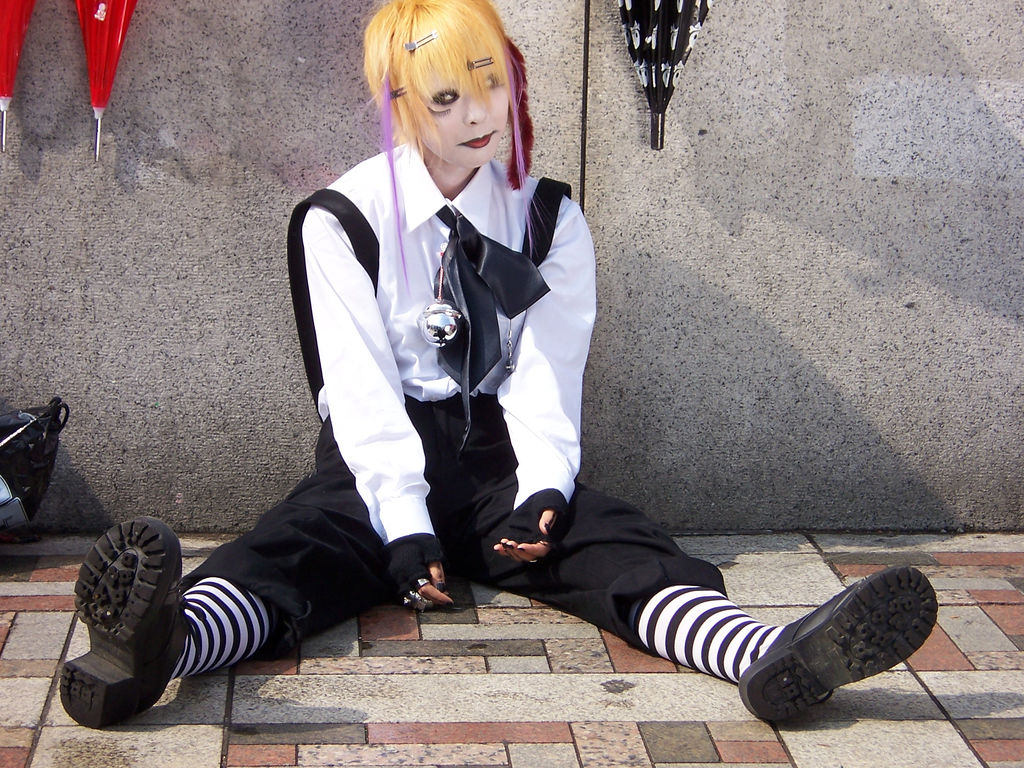
血腥蘿莉塔

血腥蘿莉塔（Guro Lolita）次範疇的風格有時除了服裝外，並要求佩戴繃帶、固定用的敷料、假血和眼罩，或是刻意輕度自殘來造成悲慘的情境，像他們有受傷或在醫院。是一種蘿莉塔風格當中令人反感或是驚訝的風格，但也有例外，如只搭配護士的醫療器材，如醫療用眼罩、針筒等以及鮮紅用器和純白強烈對比的色彩，但沒有任何血跡和液體也算在血腥蘿莉塔裡頭。
化妝以暗色為主，跟其他的化淺色妝的蘿莉類型成對比。蒼白的臉更好，但不是「哥德或白塗」的蒼白。口红和smokey和/或靈巧清晰的使用眼線和眼影也會用。不過，這化妝不是很暗或像西方哥德的引人注目；而是比較輕柔。
常見搭配：口袋書、帽盒、蝙蝠飾品、棺材、十字架。玩具熊和其他毛絨玩具是偶爾被攜帶，某些品牌製造特別“goken”玩具熊用黑皮革或聚氯乙烯。
與甜系、黑甜系醫療蘿莉塔的不同，衣裝主要是純白，無印花的，就算是白哥德也可以是血腥蘿莉塔。

### 水手蘿莉塔
水手蘿莉塔（英語：Sailor Lolita），一般指有水手领的蘿莉塔式衬衣和裙子。相较于水手服而言，水手洛丽塔鲜有衬衣。由于比较接近日常制服，

### 鄉村蘿莉塔
乡村蘿莉塔（英語：Country Lolita），指以田園系的印花（例如格紋、小碎花）的洋装为主的洛丽塔风尚设计。该样式比较接近日常、野餐或美式乡村風格。

### 和風蘿莉塔

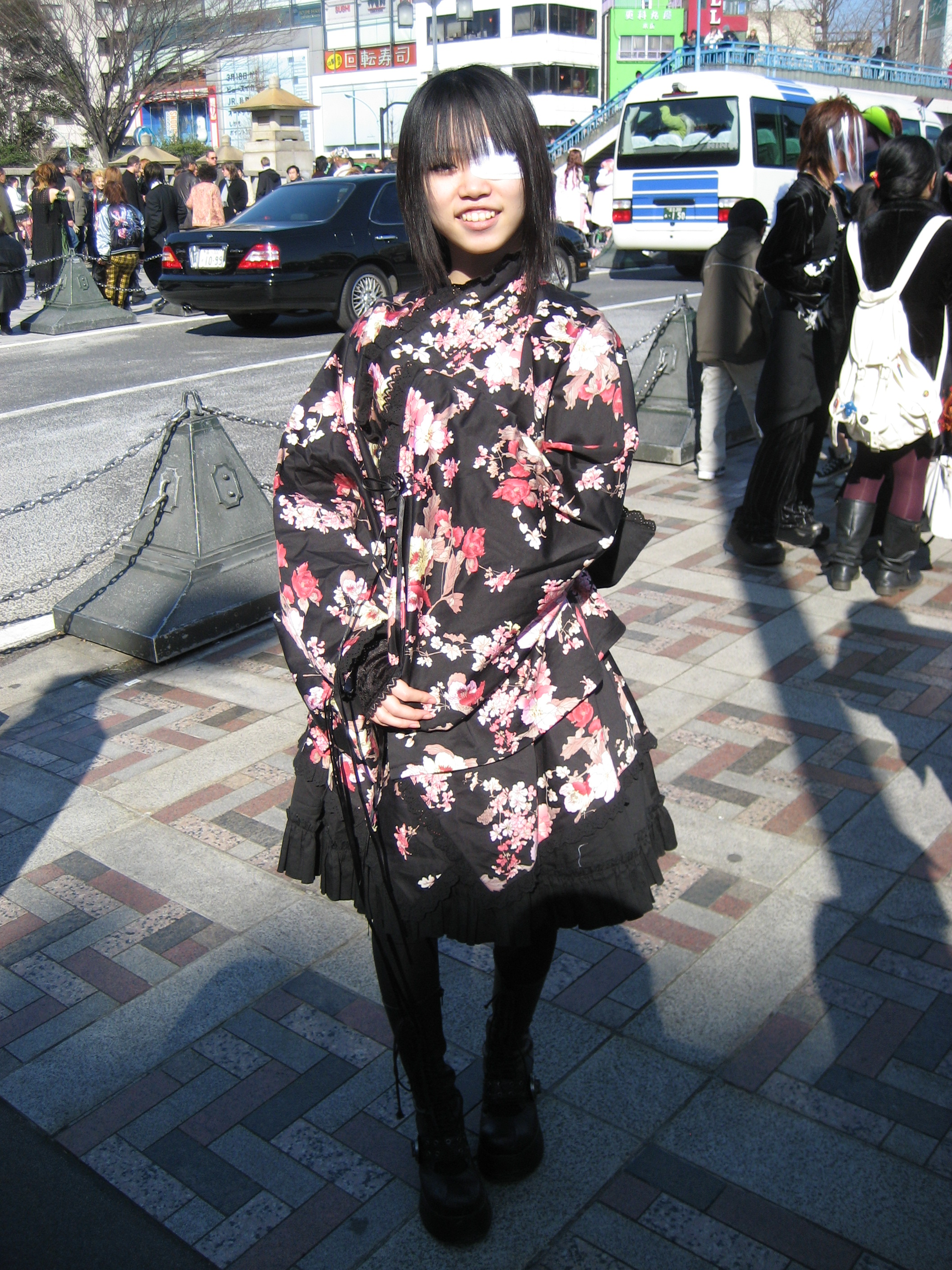
和風蘿莉塔

和風蘿莉塔（Wa Lolita）是傳統日式服裝與蘿莉塔風格的結合，通常参照和服风格设计，或印有和風印花。

### 華風蘿莉塔
華風蘿莉塔（CN Lolita）與和風蘿莉塔類似，它結合蘿莉塔與中國傳統服裝，例如旗袍或漢服等元素。

### 海盜蘿莉塔

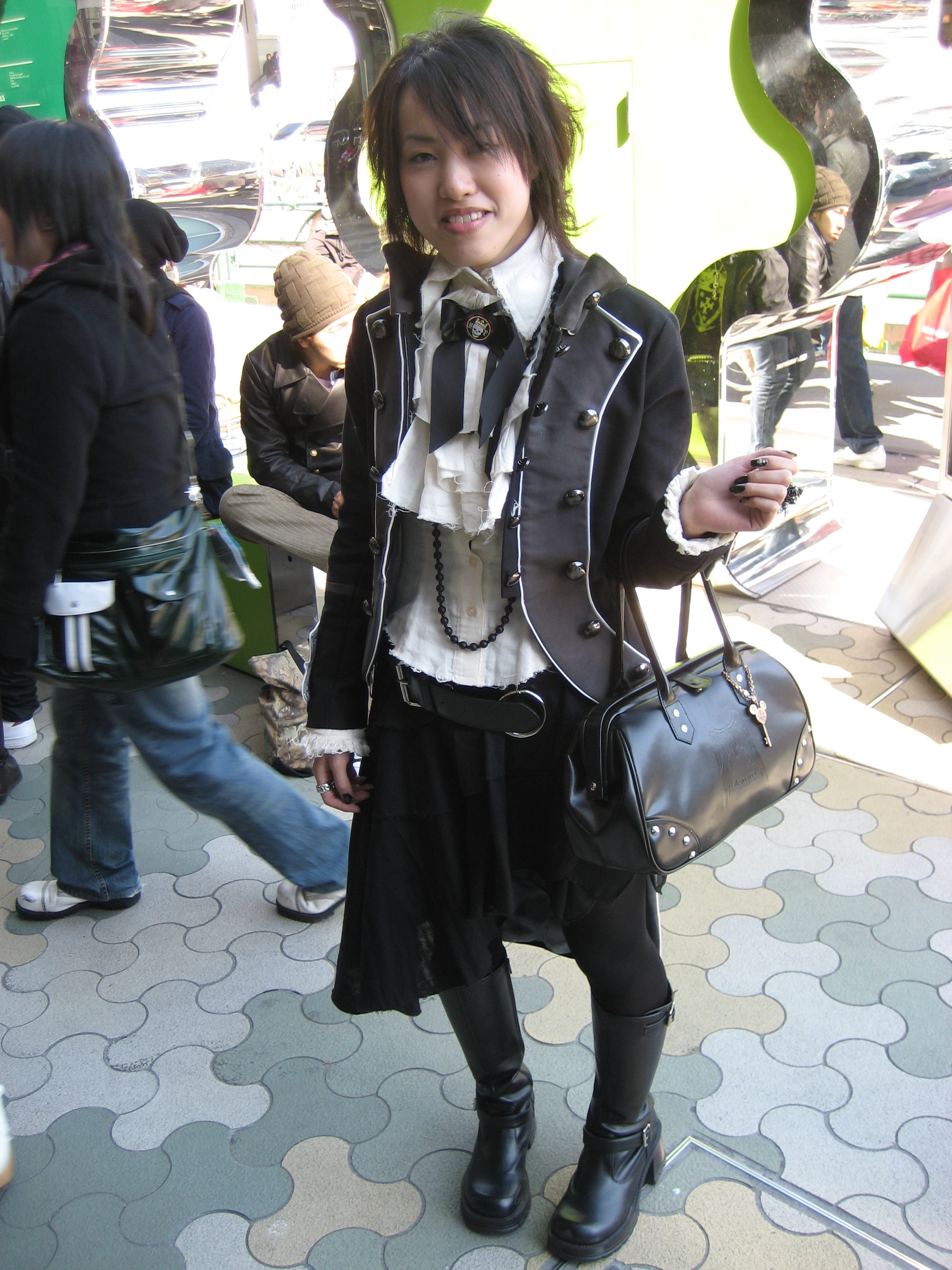
海盜蘿莉塔

海盜蘿莉塔（Pirate Lolita）保持原有蘿莉塔風格的特質，並結合歷史性與奇幻式的海盜服裝，例如迷你的海盜帽、藏寶箱式的手提包、航海上或海盜標誌所轉化而成的印花都是此一服裝風格的特徵。

### 日常蘿莉塔
日常蘿莉塔（Casual Lolita）通常是一條蘿莉塔裙子，搭配普通的襯衫或T裇穿著。相比典型的打扮，這套時尚可以省略其他繁重的配件如長襪、蝴蝶結等，方便穿著者的日常生活。

### 穆斯林蘿莉塔
由於造型比起其他現代女性服裝端莊、華麗，蘿莉塔風尚意外地深受歐美等地穆斯林的青睞。穆斯林蘿莉塔（Muslim Lolita）除了多戴添加裝飾的希贾布，以長褲代替大腿襪外，通常與典型的蘿莉塔時尚沒有太大分別。這是由英籍穆斯林時尚達人Noor和美籍穆斯林Alyssa Salazar所創。

### 軍裝風蘿莉塔
軍武蘿莉塔（Military Lolita）也稱為軍Lo，是因現在生存遊戲的興起所誕生的風格。主要参照陸軍或軍官制服样式设计，融入各國軍裝元素，與海军风格的水手蘿莉塔有巨大的差异。軍武蘿莉塔更多體現在服裝面料、迷彩設計、肩部設計、金邊穗子、纽扣腰带等常見的軍官盤帽、風衣式披風與绶带做搭配，偶爾也會搭配道具槍來增強服裝風格。

## 文化流傳

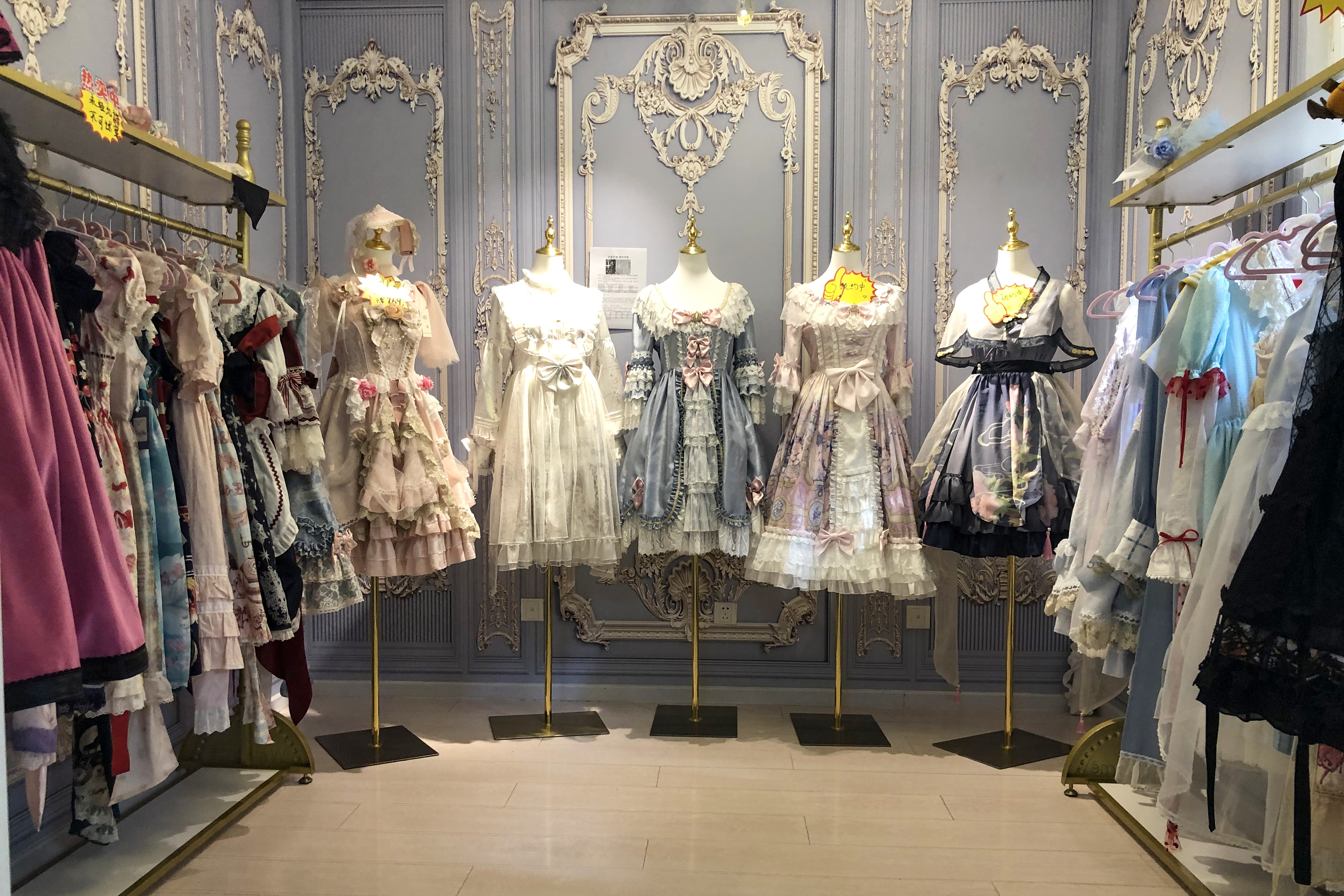
北京市一间萝莉塔服装店铺内展示的萝莉塔有袖连衣裙
上海市一间萝莉塔服装店铺内展示的萝莉塔有袖及无袖连衣裙
浙江省杭州市一间萝莉塔服装店铺内展示的萝莉塔有袖及无袖连衣裙

蘿莉塔風尚在西方發展成為一種類似自由維多利亞主義的文化，它包含了維多利亞風格與感性，如同時尚本身，提倡一種向現代生活中已經漸漸失去的童真和優雅的回歸。像其他復古風格的潮流和文化一樣，它會繼續將一些現代原理、技術與風格包容到其理想之中。而在中国大陆，萝莉塔文化也随着Cosplay的兴起而风行，更与汉服和JK制服并称“三坑”，2020年天猫双十一活动期间的JK制服、汉服、洛丽塔服装成交额增幅更达到女士衬衣的1.26倍。